# Zé Limeira
Zé Limeira (Teixeira, 1886 —  Teixeira, 24 de dezembro de 1954) foi um cordelista/repentista brasileiro. Ficou conhecido como Poeta do Absurdo.
Nasceu no sítio Tauá, em  Teixeira, na Paraíba, considerado o principal reduto de repentistas no século XIX.
Os temas que abordava em suas poesias e repentes eram variados e chegavam, muitas vezes, ao delírio. Zé Limeira ficou conhecido  por suas distorções históricas, poesias recheadas de surrealismo e nonsense, e pelos neologismos esdrúxulos que criava.
O livro Zé Limeira, o poeta do absurdo, de autoria do jornalista e poeta paraibano Orlando Tejo (1935 - 2018) recriou a figura mitológica do cantador nordestino. Para alguns, o livro é que, de fato, inventa o personagem e estaria mais próximo  à criação literária do que do recorte biográfico.   "Zé Limeira tornou-se tão famoso, devido ao livro de Tejo, que hoje certamente muitos versos absurdos de outros poetas são transferidos para ele. Isso sem falar nos versos (...) que teriam sido escritos por ´Otacílio Batista e outros amigos de Tejo, depois que este se preocupou com a pequena quantidade de versos autênticos que teria recolhido", escreve Bráulio Tavares.
Vestia-se de forma berrante, com enormes óculos escuros e anéis em todos os dedos, e saía pelos caminhos de sua vida, cantando e versando. Em 1950, aos quinze anos, Orlando Tejo conheceu pessoalmente Zé Limeira em Campina Grande.

## Severina Gomes da Silva (Dona Severina)
Severina Gomes da Silva, ou simplesmente Dona Severina, é aposentada e foi auxiliar de serviço da Prefeitura de Patos. Única filha viva do saudoso poeta, reside em Patos, e nasceu no sítio Lagoa de Dentro, na zona rural do município de Teixeira. Perdeu o pai aos 4 anos de idade, em 1954. Ela tem quatro filhos e para complementar sua renda vende bombons, pipocas, salgadinhos etc.

## Filmografia
- O homem que viu Zé Limeira, de Maurício Melo Jr. (Documentário da TV Senado, 1h00m58s).